# August Eisenlohr
August Adolf Eisenlohr (Mannheim, 6 ottobre 1832 – Heidelberg, 24 febbraio 1902) è stato un egittologo tedesco.

## Biografia
Studiò teologia e scienze presso le università di Heidelberg e Gottinga, e trascorse diversi anni nel settore della produzione chimica. Nel 1862 introdusse un processo per la produzione di anilina blu. Nel 1865 riprese la sua formazione, incominciando un nuovo studio sulla lingua egiziana. Nel 1869 ricevette la sua abilitazione per l'egittologia a Heidelberg e nel 1869-1870 condusse una ricerca sull'Egitto. Nel 1885 divenne professore onorario presso l'Università di Heidelberg, dove insegnò lezioni di archeologia egiziana e lingue semitiche.
Nel 1877 fu il primo a pubblicare una edizione del Papiro di Rhind, considerato il più importante testo matematico scoperto in Egitto.

## Opere principali
- Analytische Erklärung des demotischen Theiles der Rosettana Z. 1–8, 1869.
- Der große Papyrus Harris : Ein wichtiger Beitrag zur ägyptischen Geschichte, ein 3000 Jahr altes Zeugniß für die mosaische Religionsstiftung enthaltend, 1872.
- Ein mathematisches Handbuch der alten Aegypter : (Papyrus Rhind des British Museum), 1877.
- Corpus papyrorum Aegypti a Revillout et Eisenlohr editum, 1885-1892 (con Eugène Revillout).
- Ein altbabylonischer Felderplan nach Mittheilungen von F. V. Scheil, 1896 (editore).[5]